# Samsung Galaxy S8
Das Samsung Galaxy S8 ist ein Smartphone, das vom Hersteller Samsung am 29. März 2017 in New York gleichzeitig mit dem Galaxy S8+ vorgestellt wurde. Die Geräte sind die Nachfolger der Samsung-Galaxy-S7-Smartphones aus der Samsung-Galaxy-Reihe. Der offizielle Verkaufsstart in Deutschland war am 28. April 2017.

## Technik

### Display

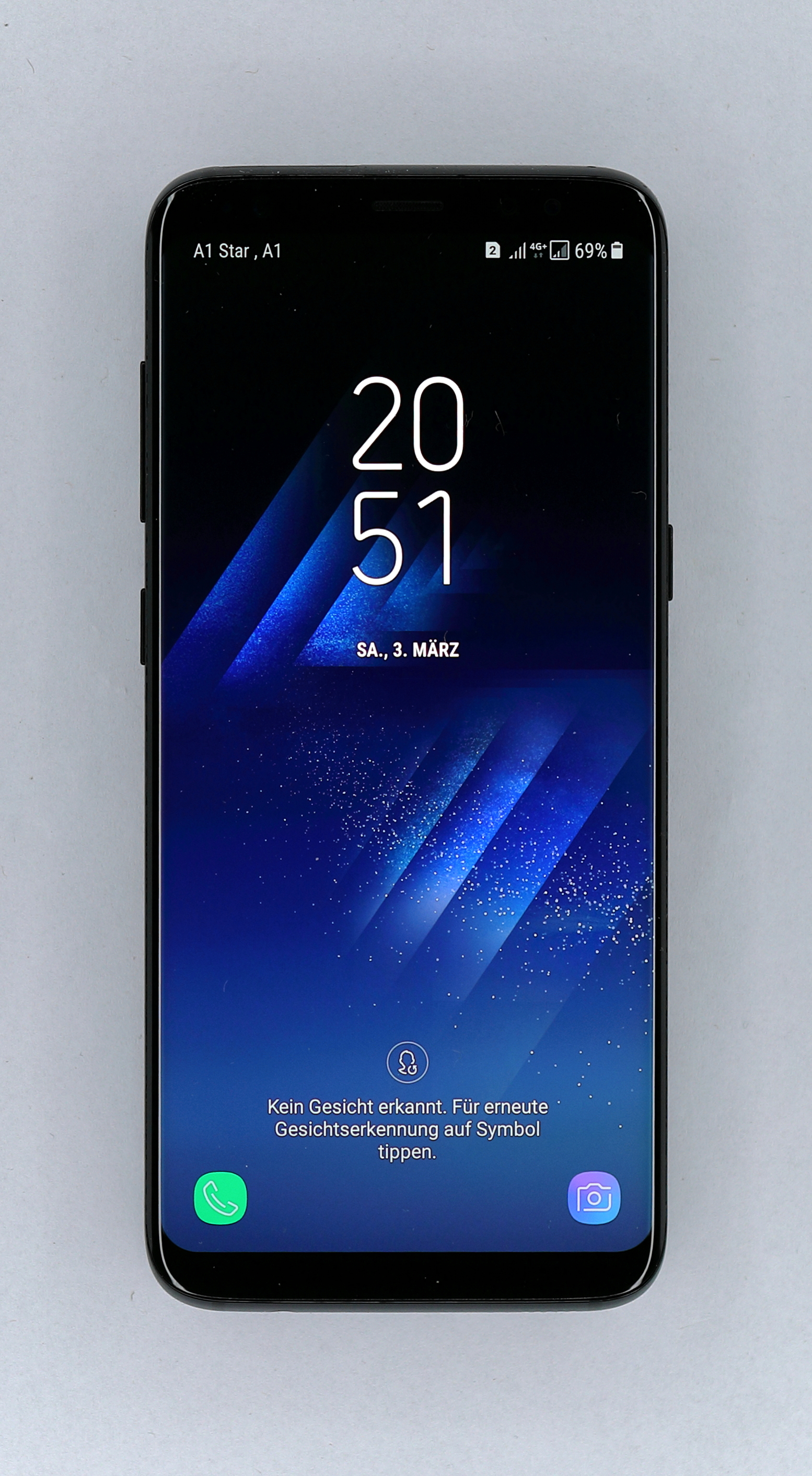
Galaxy S8 Duos mit Anmeldebildschirm für Gesichtserkennung

Sowohl beim Galaxy S8 als auch beim S8+ sind nun die Display-Ränder leicht nach hinten gebogen, wodurch es auch keine Edge-Variante wie beim Vorgänger Galaxy S7 mehr gibt. Dadurch wächst die Größe des Bildschirms ebenfalls zu der des Vorgängers, sie beträgt nun 5,8 Zoll (S8) bzw. 6,2 Zoll (S8+) bei einer Auflösung von 2960 × 1440 Pixeln. Die Pixeldichte verkleinert sich somit leicht auf 570 bzw. 529 ppi. Nach wie vor verwendet Samsung die AMOLED-Technologie. Durch den Wegfall der physischen Knöpfe konnte das Display auch nach oben und unten erweitert werden, was zu einem Bildschirmverhältnis von 37:18 (18,5:9) führt. Außerdem sind die Display-Ecken nun abgerundet, da das Display sonst nicht so groß sein könnte.

### Leistung
Im europäischen Raum ist der Samsung-eigene Achtkern-SoC Exynos 8895 verbaut. Hierbei sind vier ARM-Cortex-A53-Kerne auf 1,69 GHz getaktet und vier Samsung Exynos M2 „Mongoose“-Kerne auf 2,31 GHz. In China und den USA hingegen findet Qualcomms achtkerniger Snapdragon 835 Verwendung, bei dem vier der Kryo-Kerne auf 1,9 GHz und vier auf 2,45 GHz getaktet sind. Beide Varianten werden im 10-nm-Verfahren gefertigt und beherrschen 64-Bit-Adressierung, nach wie vor kommt ein 4-GB-LPDDR4-Arbeitsspeicher zum Einsatz.

### Kameras
Bei der Rückkamera gibt es keine großen Änderungen gegenüber dem Vorgänger. Nach wie vor setzt Samsung hier auf eine Auflösung von 12 MP und eine Blendenzahl von f/1,7. Die Kamera verfügt ebenfalls über einen optischen Bildstabilisator und die „Dualpixel“-Technik, die durch den Phasenvergleich-Autofokus für eine schnellere und weniger fehleranfällige Scharfstellung sorgen soll. Es kommen wieder zwei verschiedene Sensorchips zum Einsatz: ein Sony IMX333 oder ein ISOCELL S5K2L2 aus eigener Fertigung. Die Auflösung der Frontkamera wurde von 5 MP auf 8 MP erhöht und verfügt über einen Autofokus, der schärfere Selfies ermöglichen soll. Zudem gibt es eine 4-MP-Frontkamera für den Iris-Scanner, welcher das Gerät entsperrt.
Die unterstützten Videoformate der Rückkamera sind gegenüber dem Vorgänger gleich geblieben: Normale FullHD-Aufnahmen können mit 60 fps aufgenommen werden, auch Filmen in 4K-/UHD ist bei 30 Bildern in der Sekunde möglich. Zeitlupenvideos können mit 720p (HD) bei 240 Bildern in der Sekunde gefilmt werden.

### Laden und Akku
Das Galaxy S8 lässt sich mittels eines USB-C-Kabels laden, auch das Laden durch elektromagnetische Induktion ist wie bei seinen Vorgängern über den Qi- und den AirFuel-Standard (früher PMA) möglich. 
Die Akkukapazität beim S8 beträgt 3000 mAh und ist damit gegenüber dem S7 gleich geblieben. Die Kapazität des S8+ wurde allerdings gegenüber dem S7 Edge um 100 mAh gesenkt, sie beträgt jetzt 3500 mAh. Beide Akkus lassen sich weiterhin nicht austauschen.
Schnelles Aufladen per Qualcomm Quick Charge 2.0 mit Leistungen von bis zu 15 Watt sind bei ausgeschaltetem Bildschirm möglich, allerdings wird die Ladeleistung bei eingeschaltetem Bildschirm auf weniger als die halbe Leistung beschränkt.

### Gehäuse und Design

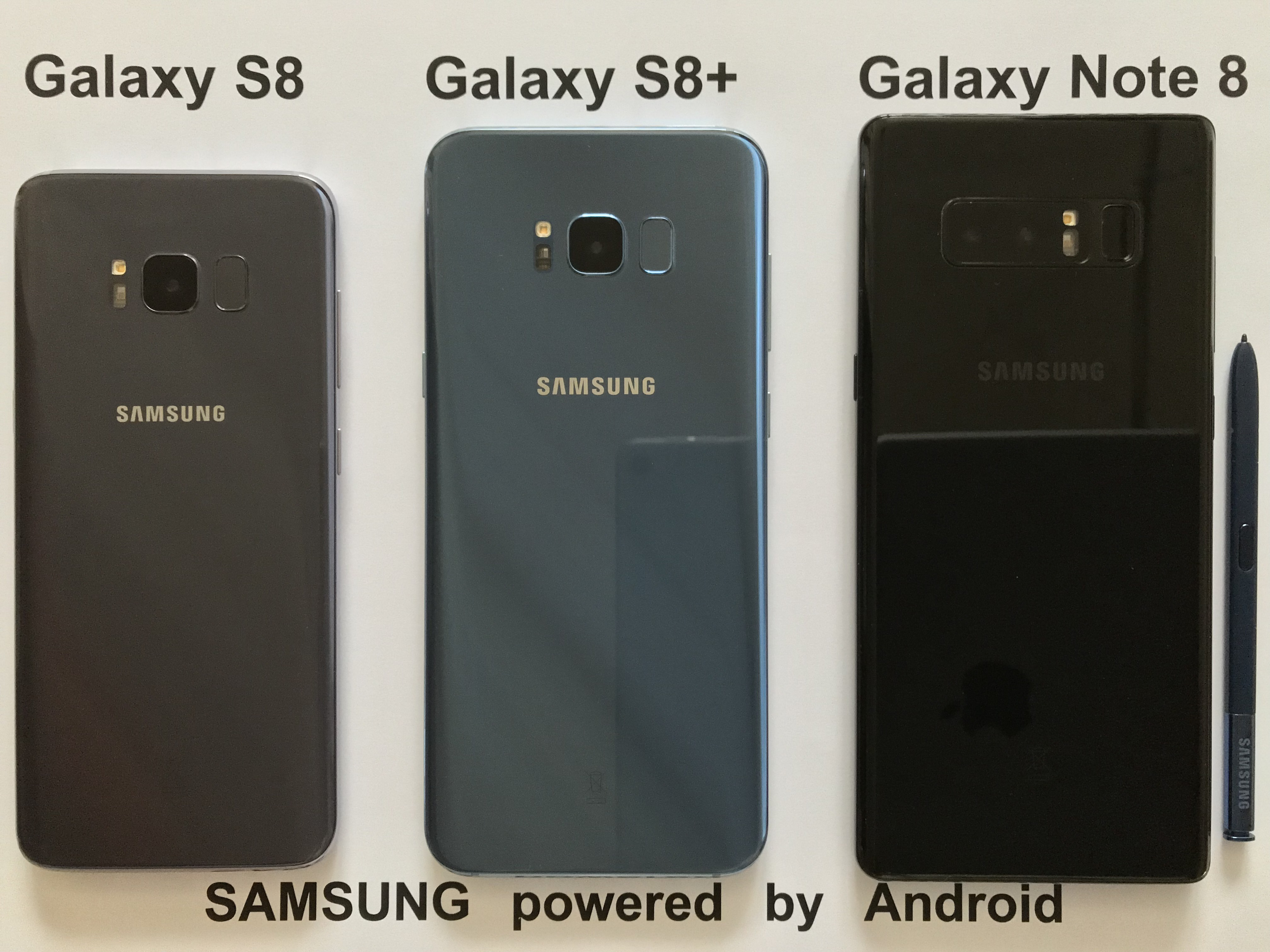
Rückseiten Galaxy S8, S8+ und Note 8

Beide Versionen besitzen nun ein nach beiden Seiten gebogenes Display. Außerdem besitzt das Galaxy S8 im Gegensatz zu seinem Vorgänger keinen physischen Home-Button mehr. Dadurch ist auch der Fingerabdrucksensor an die Rückseite des Gerätes neben die Rückkamera verschoben worden. Ebenso wie beim Vorgänger werden die Materialien Glas und Aluminium für das Gehäuse verwendet, das S8 bzw. S8+ ist genau wie das S7 nach IP68 staub- und wassergeschützt. Auch der Steckplatz für Micro-SD-Karten ist geblieben. Mit den Maßen 148,9 mm × 68,1 mm ist das Galaxy S8 gegenüber dem S7 leicht gewachsen, ebenfalls das S8+ gegenüber dem S7 Edge mit den Maßen 159,5 mm × 73,4 mm.

### Sprachassistent
Samsung hat zusammen mit dem Galaxy S8 seinen eigenen Sprachassistenten mit dem Namen „Bixby“ vorgestellt. Er erfasst Gegenstände über die Kamera und gibt weitere Informationen darüber an. Bixby gibt zum Beispiel Auskunft darüber, wo man die Gegenstände kaufen kann. Zum Verkaufsstart funktioniert der Sprachassistent jedoch nur ohne gesprochene Sprache, und im nicht englisch- bzw. koreanischsprachigen Raum stark eingeschränkt. Das Galaxy S8 hat einen Bixby-Button, bei dessen Betätigung aktuelle Wetterprognosen und Nachrichten angezeigt werden.
Als Alternative zu Bixby kann auch der integrierte Sprachassistent Google Assistant verwendet werden, welcher einen deutlich größeren Funktionsumfang bietet.